# Янніс Ріцос
Янніс Ріцос (грец. Γιάννης Ρίτσος, *1 травня 1909, Монемвасія — †11 грудня 1990, Афіни) — грецький поет і лівий політичний активіст, учасник Руху Опору в Греції.

## Ранні роки
Янніс Ріцос народився у невеличкому містечку Монемвасія, що на Пелопоннесі, в родині Елефтеріоса Ріцоса — землевласника. Його мати Елефтерія походила із давнього аристократичного грецького роду Гітіу. В період з 1921 по 1925 років навчався у Гімназії Гітіу. Писати почав дуже рано, вже 1924 року його поезії опубліковані в збірці «Творчість дітей». 1925 року сім'я опиняється на межі розорення, того самого року від туберкульозу помирають мати та брат.
Янніс переїздить до Афін, де починає працювати писарем в Національному банку Греції. 1926 року у нього діагностують туберкульоз, а батько потрапляє до божевільні у Дафні, де 1938 року помер. В період 1927—1929 років Янніс Ріцос лікується в лікарні «Сотірія». 1930 року він лікується в санаторії міста Ханья, тут він вперше виступає із палкою промовою проти жахливих умов утримання хворих на туберкульоз. В цей час він знайомиться із ідеями марксизму.

## Революційна та початок поетичної діяльністі
1931 року Янніс Ріцос зміг повернутись в Афін, де співпрацює одночасно із журналом лівих сил «Протопорі» (укр. Авангард) та комерційним театром і як режисер, і як актор та танцівник. 1934 року працює коректором у видавництві «Гавості», тоді ж видає свою першу збірку поезій під назвою «Трактор». пізніше Ріцос співпрацює із газетою, офіційним друкованим органом Комуністичної партії Греції, «Різоспастіс». На шпальтах останньої виходять друком «Листи на фронт». Ріцос стає членом Комуністичної партії.
1935 року опублікована друга збірка поезій — «Піраміди». 1936 року, перебуваючи під враженням від трагічних подій страйку робітників тютюнової фабрики в Салоніках, Ріцос публікує поему «Епітафія». 1937 році він приєднався до Товариства грецьких літераторів і видав поему «Пісня моїй сестрі», яку дійсно присвятив сестрі Лулі. Вона, як і батько, страждала на душевну хворобу й лікувалась в Дафні. 1938 року опублікована «Весняна симфонія», а сам Ріцос стає танцівником державного Королівського театру (нині — Національний театр Греції). 1940 року він увійшов до трупи Національного оперного театру і видав поему «Марш Океану».
В роки нацистської окупації Янніс Ріцос стає до лав Національно-визвольного фронту Греції. 1942 року написані драматургічна постановка «Жінка на березі моря» та поема «Останнє сторіччя до людини». 1943 року співпрацює журналом «Вільна література» в Афінах поет і публікує збірку «Випробування», з якої цензура виключила поему «Переддень сонця».
В період Громадянської війни в Греції 1948 року Янніса Ріцоса заарештували і відправили на заслання спочатку на острів Лемнос, а в травні 1949 — Макронісос, в 1950 році він переправлений на Айос-Стратіос. Звільнення настало тільки 1952 року після протесту діячів західноєвропейської культури, зокрема Луї Арагона, Пабло Неруди, Пабло Пікассо та інших. Одразу після звільнення Ріцос написав «Нескорене місто» і вступив до щойно утвореної Єдиної демократичної лівої партії, очолюваної Іоаннісом Пасалідісом. Він також співпрацює з газетою «Авгі».

## Післявоєнна доба
1954 року опубліковане «Безсоння», того самого року поет одружується із Гаріфалією Георгіаду. Подружжя мало єдину доньку, яку назвали Еефтерією (нар. 1955). 1956 року Ріцос за поему-монолог «Місячна соната» удостоєний першої Державної премію в області поезії («Місячна соната» перекладена 20-ма мовами світу). Поет відвідує СРСР та 1956 року опубліковує «Враження про Радянський Союз». 1958 року його знову починають переслідувати, приводом стала присвята часопису «Епітеорісі Техніс» (укр. Огляд Мистецтв) 40-річчю Жовтневої революції. 1959 року відвідує Румунію та Болгарію. 1962 року Ріцос знову відвідує Румунію, а згодом Чехословаччину, Східну Німеччину, Угорщину. 1966 року він побував на Кубі.
Між тим 1960 року випущено «Епітафію» на платівці, музику до неї написав один з найзначніших новогрецьких композиторів Мікіс Теодоракіс. Згодом Теодоракіс поклав на музику «Роміосіні». Ріцос також перекладає на новогрецьку твори російських класиків Володимира Маяковського, Олександра Блока, Олексія Толстого, а також твори Назима Хікмета, кубинця Ніколаса Гільєна, угорського революціонера Йожефа Антала, готує «Антологію чеських і словацьких поетів».

## Військова хунта
Після військового перевороту хунти чорних полковників 1967 року Янніса Ріцоса утримують у концтаборах на островах Лерос, Ярос, а потім у суворій ізоляції на острові Самос. Втім йому вдається таємно надіслати Мікіс Теодоракісу до Франції (добровільно виїхав) поетичні цикли «Каміння, Повторення, Грати» та «Вісімнадцять співанок гіркою батьківщини», які композитор поклав на власну музику й виконував на своїх концертах.
1973 року Ріцос взяв участь у студентському заворушенні в Афінському політехнічному університеті, відомих сучасній грецькій історіографії як Повстання в Афінському Політехнічному університеті, свої враження він виклав у поезії «Плоть і кров».
Янніс Ріцос помер 11 листопада 1990 року в Афінах, проте похований на батьківщині в Монемвасії.

## Останні роки
Після падіння диктатури Ріцос оселився в Афінах, де провів останні два десятка років життя. 1974 року, коли Туреччина окупувала Північний Кіпр, написав «Гімн і плач за Кіпром».

## Нагороди та звання
За своє довге, плідне творче життя Янніс Ріцос був відзначений багатьма міжнародними нагородами. Першу нагороду він отримав 1956 року — Державну премію в області поезії.
1970 року він проголошений членом Академії наук і літератури міста Майнц, Німеччина. 1972 року нагороджений Великою міжнародною премією за Бієннале «Knokk-ле-Zout», Бельгія. 1975 нагороджений Міжнародною премією імені Георгія Дімітрова (Болгарія) та Великою премією імені поета-романтика Альфреда де Віньї (Франція).
В 1977 році він отримав Міжнародну Ленінську премію «За зміцнення миру між народами» (СРСР). 1979 року Ріцоса нагороджений Міжнародною премією Всесвітньої Ради Миру.
Янніс Ріцос — почений доктор Фессалонікського університету імені Аристотеля, почесний доктор Бірмінгемського університету (Англія); почесний член Академії Малларме (Франція); почесний доктор Лейпцигського університету (1984) та Афінського університету (1987).
1986 року кандидатуру Янніса Ріцоса висувають на здобуття Нобелівської премії, а 1987 році поет отримув премію ООН та золоту медаль мерії Афін.

## Основні праці

### Збірки
- «Ποιήματα — Α τόμος», (1961)
- «Ποιήματα — Β τόμος», (1961)
- «12 ποιήματα για τον Καβάφη», (1963)
- «Μαρτυρίες — Σειρά 1η», (1963)
- «Ποιήματα — Γ τόμος», (1964)
- «Μαρτυρίες — Σειρά 2η», (1966)
- «Δεκαοχτώ λιανοτράγουδα της πικρής πατρίδας», (1973)
- «Ποιήματα — Δ τόμος», (1975)

### Поезія
- „Τρακτέρ «, (1934)
- »Πυραμίδες“, (1935)
- «Επιτάφιος», (1936)
- «Το τραγούδι της αδελφής μου», (1937)
- «Εαρινή συμφωνία», (1938)
- «Το εμβατήριο του ωκεανού», (1940)
- «Παλιά μαζούρκα σε ρυθμό βροχής», (1943)
- «Δοκιμασία», (1943)
- «Ο σύντροφός μας», (1945)
- «Γειτονιές του κόσμου», (1949)
- «Ο άνθρωπος με το γαρύφαλλο», (1952)
- «Αγρύπνια», (1954)
- «Πρωινό άστρο», (1955)
- «Η σονάτα του σεληνόφωτος», (1956)
- «Χρονικό», (1957)
- «Πέτρινος χρόνος», (1957)
- «Αποχαιρετισμός», (1957)
- „Υδρία «, (1957)
- »Χειμερινή διαύγεια“, (1957)
- «Οι γειτονιές του κόσμου», (1957)
- «Η αρχιτεκτονική των δέντρων», (1958)
- «Οταν έρχεται ο ξένος», (1958)
- «Ανυπόταχτη πολιτεία», (1958)
- «Οι γερόντισσες κ' η θάλασσα», (1959)
- «Το παράθυρο», (1960)
- «Η γέφυρα», (1960)
- «Ο Μαύρος Αγιος», (1961)
- «Το νεκρό σπίτι», (1962)
- «Κάτω απ' τον ίσκιο του βουνού», (1962)
- «Το δέντρο της φυλακής και οι γυναίκες», (1963)
- «12 ποιήματα για τον Καβάφη», (1963)
- «Μαρτυρίες Α», (1963)
- «Παιχνίδια τ'ουρανού και του νερού», (1964)
- «Φιλοκτήτης», (1965)
- «Ρωμιοσύνη», (1966)
- «Ορέστης», (1966)
- «Μαρτυρίες Β», (1966)
- «Όστραβα», (1967)
- «Πέτρες, Επαναλήψεις, Κιγκλίδωμα», (1972)
- «Η Ελένη», (1972)
- «Χειρονομίες», (1972)
- «Τέταρτη διάσταση», (1972)
- «Η επιστροφή της Ιφιγένειας», (1972)
- «Ισμήνη», (1972)
- «Χρυσόθεμις», (1972)
- «Δεκαοχτώ λιανοτράγουδα της πικρής πατρίδας», (1973)
- «Γκραγκάντα», (1973)
- «Διάδρομος και σκάλα», (1973)
- «Σεπτήρια και Δαφνηφόρια», (1973)
- «Καπνισμένο τσουκάλι», (1974)
- «Ο αφανισμός της Μήλος», (1974)
- «Υμνος και θρήνος για την Κύπρο», (1974)
- «Κωδωνοστάσιο», (1974)
- „Χάρτινα «, (1974)
- »Ο τοίχος μέσα στον καθρέφτη“, (1974)
- «Η Κυρά των Αμπελιών», (1975)
- «Η τελευταία προ Ανθρώπου Εκατονταετία», (1975)
- «Τα επικαιρικά», (1975)
- «Ημερολόγιο εξορίας», (1975)
- «Μαντατοφόρες», (1975)
- «Θυρωρείο», (1976)
- «Το μακρινό», (1977)
- «Το ρόπτρο
- »Γραφή Τυφλού
- «Τα ερωτικά
- »Ανταποκρίσεις", (1987)

### Драма
- „Μια γυναίκα πλάι στη θάλασσα «, (1942)
- »Πέρα απ'τον ίσκιο των κυπαρισσιών“, (1947)
- «Τα ραβδιά των τυφλών», (1959)
- «Ο λόφος με το συντριβάνι»

### Переклади
- «Α.Μπλόκ: Οι δώδεκα», (1957)
- «Ανθολογία Ρουμανικής ποίησης», (1961)
- «Αττίλα Γιόζεφ: Ποιήματα», (1963)
- «Μαγιακόφσκι: Ποιήματα», (1964)
- «Ντόρας Γκαμπέ: Εγώ, η μητέρα μου και ο κόσμος», (1965)
- «Ιλία 'Ερεμπουργκ: Το δέντρο», (1966)
- «Ναζίμ Χικμέτ: Ποιήματα», (1966)
- «Ανθολογία Τσέχων και Σλοβάκων ποιητών», (1966)
- «Νικόλας Γκιλλιέν: Ο μεγάλος ζωολογικός κήπος», (1966)
- «Α.Τολστόη : Η γκρινιάρα κατσίκα», (1976)
- «Φ.Φαριάντ: Ονειρα με χαρταετούς και περιστέρια», (1988)
- «Χο τσι Μινχ: Ημερολόγιο της φυλακής

### Подорожні нариси
- »Εντυπώσεις απο τη Σοβιετική Ενωση", (1956)
- «Ιταλικό τρίπτυχο», (1982)